# Nordic Arena
Nordic Arena to kompleks skoczni narciarskich w szwajcarskiej miejscowości Kandersteg.
W skład kompleksu wchodzą trzy skocznie: 
- Lötschberg-Schanze K95
- Blüemlisalp-Schanze K67
- Bire-Schanze K24.

Na największej sporadycznie odbywają się zawody Pucharu Kontynentalnego w skokach narciarskich lub konkursy kombinatorów norweskich w ramach Letniej Grand Prix. Poza tym odbyły się na niej w 2018 roku Mistrzostwa Świata Juniorów w Narciarstwie Klasycznym w dyscyplinach: skoki narciarskie oraz kombinacja norweska. Pozostałe służą głównie jako miejsce treningów dla juniorów.
Wszystkie obiekty wyposażone są w maty igelitowe.